# Красильникова Ярослава Володимирівна
Ярослава Володимирівна Краси́льникова (відома як Yaroslava; нар. 24 червня 1979, Шахтарськ, Донецька область, Українська РСР) — українська співачка, композиторка, авторка пісень.

## Життєпис
Закінчила музичну школу по класу скрипки і фортепіано.
Після закінчення школи вступила до Донецького музичного училища по класу гітари (кафедра «Музичне мистецтво естради»). У цей період почала писати музику і вірші.
З відзнакою закінчила Донецьку державну музичну академію імені С. С. Прокоф'єва (дипломований гітарист і вокаліст). Крім музичного, здобула юридичну освіту на економіко-правовому факультеті Донецького національного університету (спеціальність — «Правознавство»).
Одружена, виховує 2 дітей.

За повідомленнями ЗМІ, колишній голова Вищого господарського суду України Віктор Татьков фінансував кар'єру Ярослави, співмешканкою якого вона була. У 2014 році вони разом виїжджали з України.

## Кар'єра
2000–2010 Виступала у складі ВІА «Ретро плюс».
У 2011 році як гість виступає на Міжнародному конкурсі «Слов'янський Базар» у Вітебську.
Навесні 2012 року почався новий етап у творчому житті. Перший сингл, а потім і дебютний відеокліп Yaroslava «Это любовь» завоювали впевнені позиції в чартах радіостанцій і телеканалів.
Колеги співачки припускають, що багато в чому успіх кліпу «Это любовь» зумовлений співпродюсуванням Ярослави. У кінці літа 2012 року на сцені знаменитого Crimea Music Fest Yaroslava презентувала свою пісню «Капли дождя», яку спеціально для фестивалю вибрала Алла Пугачова.
Восени 2012 року артистка відправилася в тур містами України і Росії з концертною програмою «Отрываясь от земли». У вересні 2012 року в ефірі музичних телеканалів відбулася прем'єра кліпу «Капли дождя», де Ярослава знов виступила співавторкою сценарію. У листопаді 2012 року світ побачила чергова відеоробота Ярослави «День Рождения». У лютому 2013 року співачка презентувала композицію «Ангел-хранитель», витриману в стилістиці класичного попроку. Трек став новою гранню її творчості. На початку весни 2013 року пісня «Это любовь» була визнана всенародним хітом. Доказом тому стала участь Yaroslava в самому популярному телевізійному шоу країни — «Вечірній квартал».
На Вечорі пам'яті Миколи Мозгового у 2013 році Ярослава виступила зі своєю інтерпретацією дуже особистої пісні метра — «Отчего же». Лірична композиція вперше прозвучала для широкої публіки. Дочка композитора Олена Мозгова настільки перейнялася творчістю Ярослави, що спеціально для неї зважилася оприлюднити архівну лірику батька. Зворушливий романс «Отчего же» Ярослава виконала у супроводі Національного філармонічного оркестру України
У квітня 2013 року артистка представила в радіоефірі свій новий ліричний хіт «Сердце хочет», який згодом знайшов нову форму завдяки одному з найкращих українських «електронників» — MaxCreative. Ремікс «Сердце хочет» став першим танцювальним експериментом у творчому житті Ярослави, який був представлений на великій сцені під час live-виступу співачки на головній площі країни — Майдані Незалежності.
Восени 2013 року нова пісня Ярослави «Небо в ладонях» знову стрімко увірвалася в радіочарт України і Росії і вже в кінці року стала лауреаткою премії «Пісня Року 2013».
2014 почався з прем'єри кавер-версії на пісню Вадима Усланова і Карена Кавалеряна «Ты сделана из огня» записаної разом з талановитими музикантами з гурту «Авіатор». На початку 2014 року Ярослава номінується на музичну премію YUNA. І навесні 2014 презентує сингл, написаний спеціально для неї «Это Я», який потрапляє в «Золотий грамофон» на «Русском Радио». Навесні 2014 року у великому святковому концерті «Перемога. Одна на всіх» на ТК «Інтер» Ярослава виконує пісню Валентини Толкунової «Если б не было войны».
Літом 2014 випустила пісню «Я не жалею», написану співачкою на основі подій із життя. У серпні 2014 Ярослава представляє пісню-молитву «Герой»
Завершує 2014 рік композиція «Мой враг, мой друг» — про споконвічну боротьбу і нерозуміння між чоловіком і жінкою.
2015 рік починається з романтичної пісні, авторкою якої є сама Ярослава «Белые снега», на початку літа 2015 року володарка національної музичної премії «Пісня року», співачка і композиторка Ярослава презентує нову пісню під назвою «За полчаса до рассвета».
27 червня 2015 на каналі української музики М2 відбулася прем'єра сольного концерту Ярослави «Это я. Unplugged live 2015». Концерт об'єднав в собі 21 композицію, виконану Ярославою у супроводі професійних музикантів. У телеверсію увійшли хіти і нові прем'єри. Нові аранжування і звучання пісень у супроводу живого музичного колективу відкрили глядачам Ярославу не тільки як виконавицю, але і як музиканта. Протягом всього концерту Ярослава демонструє публіці свою майстерність гри на гітарі і роялі. Режисура, постановки, сценографія режисера Сергія Ткаченка.
У серпні 2015 року в ефірі телеканалу «Інтер» в рамках концерту «Мрія про Україну» до Дня Незалежності України, що проходив у Палаці «Україна», Ярослава привітала всю країну виконання легендарної пісні «Ніч яка місячна».
Із 2017 року гастролює Росією (переважно Москва).

## Нагороди
- 2011 лауреатка Міжнародного конкурса «Слов'янський Базар»[1] у Вітебську;
- 2013 лауреатка премії «Пісня Року» (song.inter.ua) за пісню «Небо в ладонях»;
- 2013 номінантка музичної премії YUNA (www.yuna.ua) у номінації «Відкриття року»;
- 2014 лауреатка премії «Пісня Року» (song.inter.ua) за пісню «Ты сделана из огня».

## Кліпи
- «Это любовь» (2012), реж. Олександр Філатович;
- «Капли дождя» (2012), реж. Степан Сибіряков;
- «День рождения!» (2012), реж. Олександр Філатович;
- «Небо в ладонях» (2013), реж. Сережа Ткаченко;
- «Это я» (2014), реж. Семен Горов;
- «Герой»(2014), реж. Павло Когут;
- «Осенний листопад» (2014), реж. Дмитро Перетрутов;
- «Почему» (2016).

## Сингли
- «Это любовь» (слова і музика Діна Мигдал) — березень 2012 року;
- «Капли дождя» (слова і музика Ярослава Красильникова) — вересень 2012 року;
- «День Народження» (слова і музика Ярослава Красильникова) — грудень 2012 року;
- «Ангел-хранитель» (слова і музика Ярослава Красильникова) — лютий +1013;
- «А сердце хочет» (слова Діна Мигдал, Євген Скрипкін музика) — квітень 2013 року;
- «А сердце хочет» RMX (MaxCreative Remix) — червень 2013 року;
- «Осенний листопад» (слова і музика Ярослава Красильникова) — вересень 2013 року;
- «Небо в ладонях» (слова Діанна Гольде, музика Артур Желєзняк) — жовтень 2013;
- «Ты сделана из огня» кавер-версія з гурту «Авіатор» (музика Вадим Усланов, слова Карен Кавалерян) — лютий 2014 року;
- «Это я» (слова Діанна Гольде, музика Віталій Сізик) — квітень 2014 року;
- «Я не жалею» (слова і музика Ярослава Красильникова) — червень 2014 року;
- «Герой» (слова Олександр Воєвуцький, музика Павло Семенцов) — Серпень, 2014;
- «Мой враг-мой друг» (слова і музика Артур Желєзняк) — жовтень 2014 року;
- «Белые снега» (слова і музика Ярослава Красильникова) — січень 2015 року;
- «За полчаса до рассвета» (слова Діанна Гольде, музика Ярослава Красильникова) — квітень 2015

## Цікаві факти
- Кліп «Это любовь», опублікований 22 серпня 2012 року, на 12 вересня набрав 7,342,426 переглядів, а у 2020 році кількість переглядів зросла до 34 млн.[11]